# Байшулаков, Канат Сайранович
Канат Сайранович Байшулаков (20 июня 1961, Воздвиженка, Целиноградский район — 5 февраля 2011, Шетский район, Карагандинская область) — советский самбист, призёр чемпионатов СССР, обладатель Кубка СССР, чемпион Европы и мира, Заслуженный мастер спорта СССР, Заслуженный тренер Республики Казахстан.

## Биография
Происходит из подрода баркы рода Куандык племени аргын.
В 1979—1983 годах — чемпион Казахстана. В 1980—1981 годах — чемпион СССР среди молодёжи.
1981 год — чемпион мира среди молодёжи, Мадрид (Испания).
На чемпионатах СССР:
- Чемпионат СССР по самбо 1980 года — ;
- Чемпионат СССР по самбо 1981 года — ;
- Чемпионат СССР по самбо 1984 года — ;
- Чемпионат СССР по самбо 1985 года — ;
- Самбо на летней Спартакиаде народов СССР 1986 года — .

В 1983 году окончил Жамбылский гидромелирационно-строительный институт. В 1997 году окончил Казахскую академию спорта и туризма.
Работал тренером в спортивной школе «Жас сункар» посёлка Атасу Жанааркинского района, в Школе высшего спортивного мастерства Алма-Аты. В 2001—2008 годах был главным тренером женской сборной команды Казахстана по дзюдо, а в 2009—2011 годах — мужской. Старший тренер сборной Казахстана по самбо.
5 февраля 2011 года автомобиль Toyota, которым управлял К. Байшулаков, занесло на повороте трассы Караганда — Жезказган (Шетский район). Спортсмен пытался попросить помощи у проезжающих мимо. Из-за сильной метели водитель встречного грузовика «КамАЗ» не заметил человека на дороге. К. Байшулаков оказался зажатым между своим авто и грузовиком, получил тяжелейшие травмы ног. Водитель грузовика оказал первую помощь, но до ближайшей районной больницы оказалось слишком далеко. К. Байшулаков скончался по дороге от большой потери крови.

## Награды и звания
- Почётный гражданин посёлка Атасу Жанааркинского района
- Почётная грамота Верховного Совета Казахской ССР

## Семья
Его братья Талгат и Жанат также занимались самбо и добивались серьёзных успехов.

## Память
В Жанааркинском районе Карагандинской области проводится турнир памяти Каната Байшулакова.